# 빅토리아 페드레티
빅토리아 페드레티(Victoria Pedretti, 1995년 3월 23일 ~ )는 미국의 배우이다. 호러 드라마 연작 《힐 하우스의 유령》에서는 넬 크레인 밴스 역으로, 《블라이 저택의 유령》에서는 대니 클레이턴 역으로 출연하였다. 《너의 모든 것》 시즌2에서 러브 퀸 역으로도 출연했다.

## 출연 작품
- Sole - Girl (2014)
- Uncovering Eden - Edie (2014)
- The Haunting of Hill House - Nell Crain (2018)
- Once Upon a Time... In Hollywood - 'Lulu' (2019)
- Amazing Stories - Evelyn Porter (2020)
- Shirley - Katherine (2020)
- The Haunting of Bly Manor - Dani Clayton (2020)
- This Is Not A Love Letter (2020)
- You - Love Quinn (2019-2021)
- Saint X - Emily (2022)